# Šahovski savez crnomorskih država
Šahovski savez crnomorskih država (eng.  Chess Association of Black Sea Countries), regionalna pridružena organizacija Svjetske šahovske organizacije koja predstavlja prsten država oko Crnog mora. Uloga mu je promicati i razvijati sve oblike šaha na svom prostoru, štititi interese šaha, uspostaviti i koordinirati aktivnost članova i organizirati regionalna prvenstva pod okriljem FIDE, te zastupati interese članova kod FIDE i inih međunarodnih organizacija.
Sjedište je u Tbilisiju, M. Kostava str. 37a, Gruzija. Današnji predsjednik je Mahir Mammedov iz Azerbajdžana.

## Vanjske poveznice
- Službene stranice